# Rhacodactylus
Rhacodactylus Fitzinger, 1843 è un genere di sauri della famiglia Diplodactylidae.

## Tassonomia
Comprende le seguenti specie:
- Rhacodactylus auriculatus (BAVAY, 1869)
- Rhacodactylus leachianus (CUVIER, 1829)
- Rhacodactylus trachycephalus (BOULENGER, 1878)
- Rhacodactylus trachyrhynchus BOCAGE, 1873